# Thomas Greminger

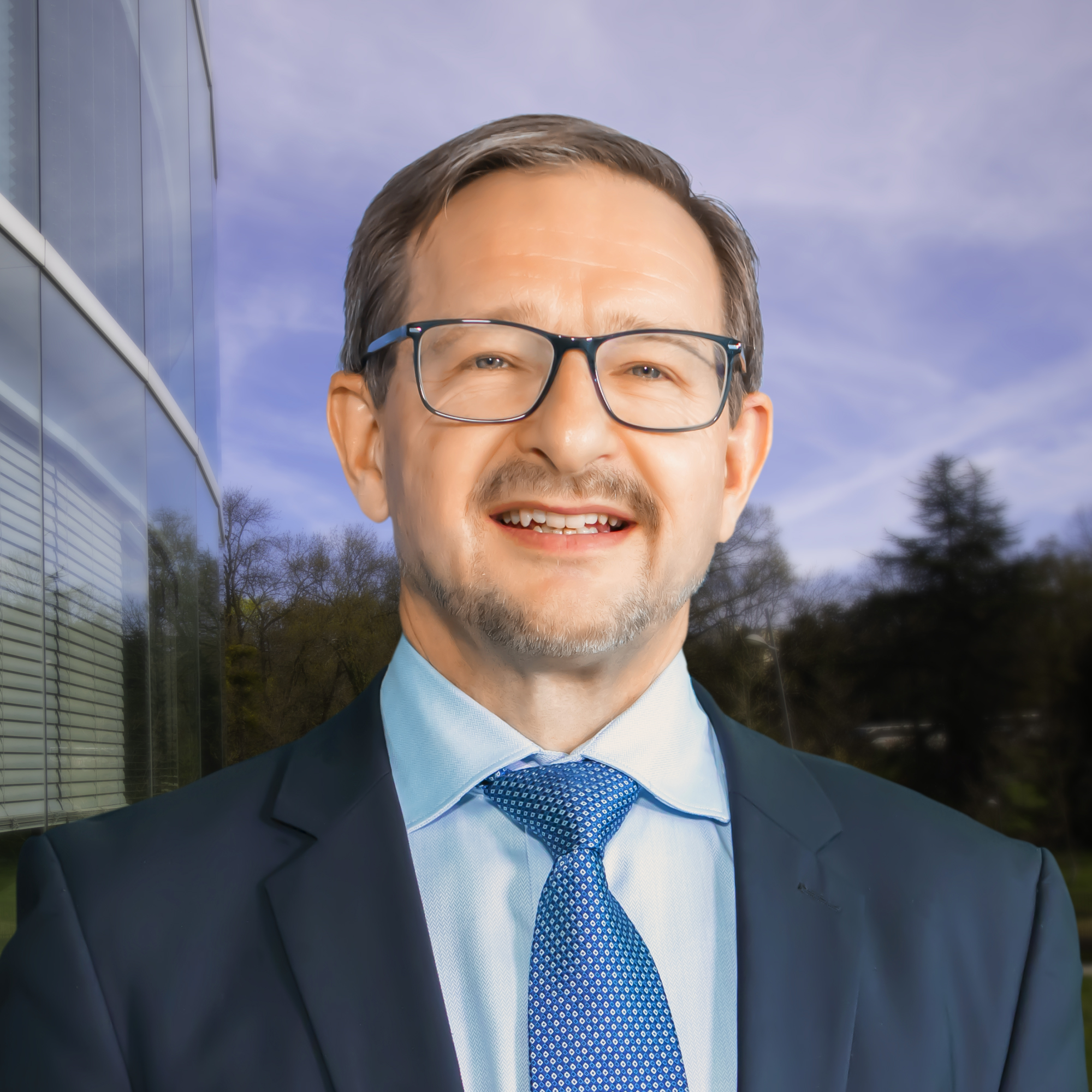
Botschafter Thomas Greminger 2021

Thomas Greminger (* 22. April 1961 in Luzern, heimatberechtigt in Bussnang) ist ein schweizerischer Diplomat. Er war vom 18. Juli 2017 bis Juli 2020 der Generalsekretär der Organisation für Sicherheit und Zusammenarbeit in Europa (OSZE). Seit Mai 2021 ist er Direktor des Genfer Zentrums für Sicherheitspolitik. Er ist Generalstabsoffizier der Schweizer Armee (Oberstleutnant).

## Ausbildung
Thomas Greminger studierte Geschichte, Volkswirtschaft und Politologie an der Universität Zürich und schloss seine Studien mit dem Doktorat in Geschichte ab mit der Dissertation Ordnungstruppen in Zürich. Der Einsatz von Armee, Polizei und Stadtwehr, Ende November 1918 bis August 1919.

## Diplomatische Karriere
1990 trat Greminger in den diplomatischen Dienst des Eidgenössischen Departements für auswärtige Angelegenheiten (EDA) ein. Nach seinen Stages in Bern, Tel Aviv und Genf arbeitete er in verschiedenen leitenden Positionen des EDA im In- und Ausland. Unter anderem war er zwischen 1992 und 1998 diplomatischer Mitarbeiter, dann stellvertretender Sektionschef und schliesslich Sektionschef in der Sektion Politik und Forschung der Direktion für Entwicklung und Zusammenarbeit (DEZA).
1999 bis 2001 war Greminger Koordinator der schweizerischen Entwicklungszusammenarbeit und Geschäftsträger a. i. der schweizerischen Botschaft in Maputo, Mosambik. Von 2002 bis 2004 arbeitete er als stellvertretender Chef der politischen Abteilung für menschliche Sicherheit sowie Chef der Sektion Friedenspolitik. Anschliessend wurde er Chef der politischen Abteilung für menschliche Sicherheit und wurde gleichzeitig zum Botschafter ernannt. Er leitete das Kompetenzzentrum für Friedens-, Menschenrechts-, humanitäre und Migrationspolitik von 2004 bis 2010.
Ab 2010 war Greminger Botschafter der Schweiz bei der OSZE, den Vereinten Nationen und den Internationalen Organisationen in Wien. Während des OSZE-Vorsitzes der Schweiz im Jahr 2014 leitete er den Ständigen Rat der OSZE und war massgeblich daran beteiligt, die Beobachtermission für die Ukraine zu errichten. Ab August 2015 war Greminger Stellvertretender Direktor und Chef des Bereichs Südzusammenarbeit der DEZA in Bern. wo er für ein Budget von 730 Millionen US-Dollar und 900 Mitarbeitende in Bern und im Ausland verantwortlich war.
Am 11. Juli 2017 wurde Greminger als Generalsekretär der OSZE designiert, als Nachfolger des Ende Juni zurückgetretenen Lamberto Zannier. Eine Einsprachefrist von fünf Tagen verstrich ungenutzt, worauf Greminger am 18. Juli 2017 für eine Amtsdauer von drei Jahren einstimmig bestätigt wurde. Die Amtsdauer kann einmalig um drei Jahre verlängert werden. Greminger setzte sich gegen die vier Kandidaten Štefan Füle (Tschechien), Erlan Idrissow (Kasachstan), Alena Kupchyna (Belarus) und Ilkka Kanerva (Finnland) durch. Der Generalsekretär ist der Stellvertreter des (jährlich wechselnden) OSZE-Vorsitzenden sowie administrativer Geschäftsführer der OSZE und Leiter des OSZE-Sekretariats.
Im Juli 2020 wurde Greminger die eigentlich unbestrittene Wiederwahl verweigert – zusammen mit Harlem Désir (Frankreich), Beauftragter für Medienfreiheit, Ingibjörg Sólrún Gísladóttir (Island), Leiterin des Büros für demokratische Institutionen und Menschenrechte (ODIHR), und Lamberto Zannier (Italien), Hoher Kommissar für nationale Minderheiten. Auslöser dafür war, dass Aserbaidschan zusammen mit Tadschikistan die – sonst übliche – Verlängerung von Désirs Mandat wegen dessen «exzessiver Kritik» an der Lage der Medien in Aserbaidschan blockierte. Tadschikistan und die Türkei verhinderten zudem eine Verlängerung von Gísladóttirs Amtszeit. Frankreich, Island, Kanada und Norwegen wollten nur einem Gesamtpaket mit allen vier Amtsträgern zustimmen und verweigerten damit auch die Wiederwahl von Greminger und Zannier. Zur neuen Generalsekretärin und Nachfolgerin Thomas Gremingers wurde im Dezember 2020 Helga Maria Schmid (Deutschland) gewählt. Nachfolger von Gísladóttir wurde Matteo Mecacci (Italien), von Désir Teresa Ribeiro (Portugal) und von Zannier Kairat Abdrachmanow (Kasachstan).
Seit dem 1. Mai 2021 ist Thomas Greminger als Exekutivdirektor des Genfer Zentrums für Sicherheitspolitik (GCSP) tätig. In dieser Funktion fördert er den Dialog und die Zusammenarbeit in sicherheitspolitischen Fragen und leitet eine Vielzahl von Initiativen und Programmen zur Förderung des Friedens und der Sicherheit. Zu seinen aktuellen Zielen gehört die Weiterentwicklung der Forschungs- und Analysekapazitäten des GCSP sowie den Aufbau informeller Dialogplattformen auf regionaler und globaler Ebene. Beispiele dafür sind Dialoge zu geopolitischen Fragen und strategischer Stabilität, insbesondere zu nuklearen Risiken, aber auch Gespräche zwischen amerikanischen und russischen Experten zum Syrienkonflikt. Ein weiterer Schwerpunkt der Dialoge ist der Russisch-Ukrainische Krieg und die Zukunft der europäischen Sicherheit, Dabei geht es um thematische Fragen, aber auch um Kommunikationskanäle zwischen den Konfliktparteien. Eine Dialogplattform beschäftigt sich mit den aktuellen und zukünftigen Herausforderungen der OSZE. Darüber hinaus gibt es regionale Sicherheitsinitiativen, die sich mit sicherheitspolitischen Herausforderungen von Staaten ausserhalb von NATO und EU befassen, wie etwa die Konfliktlösung im Mittelmeerraum oder Fragen zur Zusammenarbeit in der Arktis.
Thomas Greminger präsidiert zwei Stiftungsräte von zivilgesellschaftlichen Organisationen, die im Bereich der Friedensförderung tätig sind (PeaceNexus; Geneva Peacebuilding Platform).

## Politische Kontroversen

### Informelles Geheimtreffen mit Vertretern Russlands
Das ARD-Politmagazin Kontraste und die Wochenzeitung Die Zeit deckten durch investigative Recherchen auf, dass Greminger sich im April 2025 bei einem von den Beteiligten geheim gehaltenen Treffen zusammen mit den deutschen Politikern Ralf Stegner, Ronald Pofalla, Matthias Platzeck, Stephan Holthoff-Pförtner und Martin Hoffmann mit Vertretern der russischen Staatsführung (darunter Wiktor Subkow und Waleri Fadejew), die aufgrund des russischen Angriffskrieges gegen die Ukraine auf Sanktionslisten der Europäischen Union stehen, in Baku getroffen hatte. Das Treffen im April 2025 war das Dritte seiner Art, nach Treffen im April und Oktober 2024. Die Geheimtreffen gelten als inoffizielle Fortsetzung des Petersburger Dialogs.

## Privates
Greminger wuchs in Adliswil auf. Er wohnt in Nyon und ist Vater von vier Töchtern. Neben seiner Muttersprache Deutsch spricht er fliessend Englisch und Französisch und hat gute Kenntnisse des Portugiesischen. Zu seinen Hobbys zählen Mountainbiking, moderne und klassische Musik sowie Photographie.

## Auszeichnungen
- 2012: Weisses Band der OSZE für seine langjährigen Bemühungen um die Geschlechtergleichstellung[16]

## Publikationen (Auswahl)
- Ordnungstruppen in Zürich. Der Einsatz von Armee, Polizei und Stadtwehr, Ende November 1918 bis August 1919. Helbing & Lichtenhahn, Basel/Frankfurt a. M. 1990, ISBN 978-3-7190-1155-0 (zugleich Dissertation Universität Zürich).
- mit Peter Stutz: Die Felddivision 7. Rückblick auf die letzten zwei Jahrzehnte. Appenzeller Verlag, Herisau 2003, ISBN 978-3-85882-362-5.
- Frieden: eine andere Welt ist möglich. Verlag Neue Zürcher Zeitung, Zürich 2003.
- Am selben Strick in der Friedenspolitik. In: Schweiz global. Das Magazin des Departements für auswärtige Angelegenheiten (EDA), Ausgabe 2/2003, S. 14–15.
- mit Raphael Nägeli: Den Frieden nachhaltig sichern. In: ASMZ – Sicherheit Schweiz: Allgemeine Schweizerische Militärzeitschrift. Heft 7/8, 2006.
- Streitkräfte und zivile Akteure in komplexen multilateralen Friedensoperationen. In: Military Power. Revue der Schweizer Armee. Nr. 1, 2007, S. 6–17.
- Applying a sector-wide approach to the health sector: Switzerland's experience in Mozambique in the 1990s in: Case studies: the Role of Switzerland in Global Health Governance (2010).
- Le point de la Suisse sur la médiation et la facilitation francophones en Afrique in: Médiation et facilitation dans l’espace francophone: Théorie et pratique (co-author, 2010).
- Swiss Civilian Peace Promotion: Assessing Policy and Practice (2011).
- Die Entwicklung der zivilen Friedensförderung der Schweiz seit 2006 in: Zivile Friedensförderung der Schweiz (2011).
- AGORA: Human Security – Origins, Power and Potential in Times of Crisis, Considering Ukraine. In: Manfred Nowak und Ursula Werther-Pietsch (Hrsg.): All Human Rights For All. Vienna Guidebook on Peaceful and Inclusive Societies. NWV, Wien 2014, ISBN 978-3-7083-0853-1.
- The 2014 Ukraine Crisis: Curse and Opportunity for the Swiss Chairmanship: Perspectives on the Role of the OSCE in the Ukraine Crisis (2014).
- Vocational Skills Development. Begrüssungsansprache zum Tag der DEZA vor dem 2. Internationalen Kongress über Vocational Education and Training. Winterthur, 20. Juni 2016 (PDF; 284 kB).
- The OSCE: its role in maintaining peace and the rule of law in Europe in: Europa in der Welt (2019).
- Nachhaltiger Frieden, nachhaltige Entwicklung - die Rolle der OSZE in: OSZE-Jahrbuch (2019).
- Sustaining Peace, Sustaining Development - The Role of the OSCE (2020).
- Strengthening Cooperative Security in Difficult Times: Three Years as Secretary General of the OSCE (2017-2020) - a Critical Appraisal in: Multilateralism in Transition: Challenges and Opportunities for the OSCE (2021).
- Für eine effektivere OSZE: Praktische Empfehlungen eines ehemaligen Generalsekretärs in: OSCE Insights (2021).
- The Organization for Security and Cooperation in Europe in: The Oxford Handbook of the International Law of Global Security (2021).
- Die OSZE und COVID-19: Mandatserfüllung trotz Pandemie in: Rundbrief (2021).
- The OSCE Moscow Mechanism - relevant or obsolete? in: The Defence Horizon Journal (2021).
- The future of Human Security in: Envisioning Peace in a Time of War (2022), ISBN 978-3-7089-2309-3.
- Überwachung, Eindämmung und Bewältigung der Krise in der und um die Ukraine in: Die Ukraine im Krieg - ist Frieden möglich? (2022).
- Einem robusten diplomatischen Prozess den Weg ebnen in: The Art of Diplomacy (2022), ISBN 978-3-430-21071-3
- The Future of Peace and War: The Geopolitical Lens (2023).
- Cooperative Security in the Future European Security Order GCSP, (2023).
- Perspectives for the War in Ukraine. GCSP, (2024).
- Ideas Notes 2030: Strategic Reflections on the Future of UN Policing. GCSP, (2024).